# Domingo de Santo Tomás

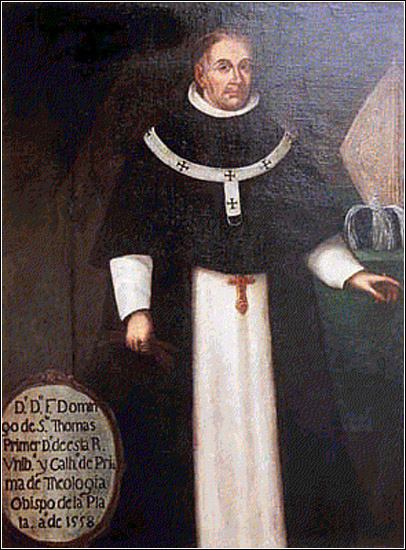
Domingo de Santo Tomás.

Fray Domingo de Santo Tomás, OP (* 1499 in Sevilla; † 28. Februar 1570 in La Plata, Bolivia) war ein spanischer Dominikaner und mit der Quechua-Sprache befasster Sprachwissenschaftler im Vizekönigreich Peru sowie Bischof im heutigen Bolivien.

## Leben
Domingo de Santo Tomás kam 1540 nach Peru und gründete den Konvent und die Stadt Yungay am 4. August 1540. Mit der Missionierung der indigenen Bevölkerung zwischen den heutigen Regionen La Libertad und Ica befasst, lernte er das Quechua der Küstenregion von Lima. Nach erfolgreichen Jahren als Missionar wurde er am 24. Juni 1545 zum Prior des Konvents des Heiligen Rosenkranzes (Prior del Convento del Santísimo Rosario) in Lima gewählt. 1560 veröffentlichte er in Valladolid die Grammatica o Arte de la lengua general de los Indios de los Reynos del Perú, das erste in Quechua gedruckte Buch überhaupt. Im selben Jahr kam auch sein Lexicón o Vocabulario de la lengua general del PERV heraus. Die dabei vorgestellte Küstenvariante des Quechua unterschied sich wesentlich vom Quechua der Stadt Cusco, welches Jahrzehnte später von Fray Diego González Holguín beschrieben wurde. Als Professor der Universität San Marcos von Lima (heute Universidad Nacional Mayor de San Marcos) richtete er den Lehrstuhl für Quechua ein.
Am 6. Juli 1562 wurde er zum Bischof von La Plata o Charcas ernannt und empfing am 26. Dezember desselben Jahres die Bischofsweihe durch den Erzbischof von Lima, Jerónimo de Loaysa OP.

## Werke
- Grammatica o Arte de la lengua general de los Indios de los Reynos del Peru. Valladolid, 1560.
- Lexicon o Vocabulario de la lengua general del PERV. 1560.
- Plática para todos los Indios. 1560.